# جود (فلم)
جود (بالإنجليزية: Jude) هو فلم دراما بريطاني تم إنتاجه في سنة 1996 وهو من إخراج مايكل وينتربوتوم وبطولة كريستوفر إيكلستون وكيت وينسليت وقصة الفلم مبنية على رواية جود الغامض لتوماس هاردي ومسيقى الفلم هي أدريان جونستون، وقد تم تصوير الفلم في أواخر عام 1995 في مدينة أدنبرة في اسكتلندا.

## قصة
قصة الفيلم تدور حول فتاة تقع في حب ابن عمها على الرغم من كونها متزوجة من الرجل الذي لا يحب.

## روابط خارجية
- مقالات تستعمل روابط فنية بلا صلة مع ويكي بيانات